# Cá mập tre vằn
Cá mập tre vằn (danh pháp hai phần: Chiloscyllium punctatum) là một loài cá mập thuộc họ Hemiscylliidae.

## Tham khảo

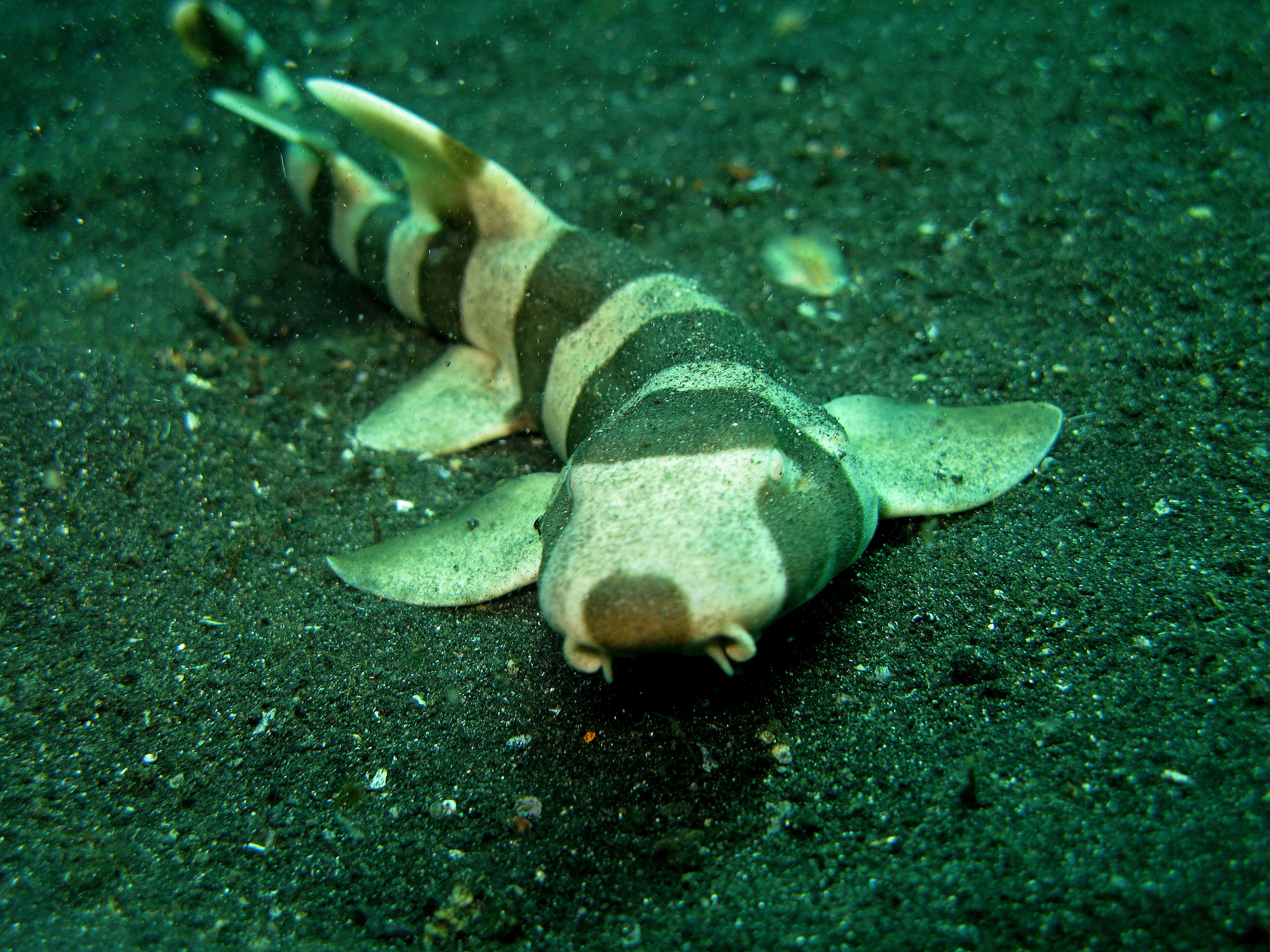
Con non